# Československá basketbalová liga 1959/1960
1. basketbalová liga 1959/1960 byla v Československu nejvyšší ligovou basketbalovou soutěží mužů, v ročníku 1. ligy hrálo 12 družstev. Spartak Praha Sokolovo získal druhý titul mistra Československa, když získal stejný počet bodů jako druhý Spartak Brno ZJŠ, o prvním místě rozhodlo lepší skóre ze vzájemných zápasů.  Na 3. místě skončil Tatran Ostrava. Z nováčků se zachránila Dukla Dejvice, sestoupili Slovan Pezinok a Slavoj Vyšehrad.
Konečné pořadí:
1. Spartak Sokolovo Praha (mistr Československa 1960) - 2. Spartak Brno ZJŠ  - 3. Tatran Ostrava - 4. Slovan Orbis Praha - 5. Slavia VŠ Praha  - 6.  Slovan ÚNV Bratislava - 7.  Slávia Bratislava - 8. Jednota Košice - 9. Dukla Dejvice Praha - 10. Iskra Svit - další 2 družstva sestup z 1. ligy: 11.  Slavoj Vyšehrad Praha -  12. Slovan Pezinok

## Systém soutěže
Všech dvanáct družstev odehrálo dvoukolově každý s každým (zápasy doma - venku), každé družstvo odehrálo 22 zápasů. 

## Konečná tabulka 1959/1960
| Poř. | Tým                    | Z  | V  | P  | Skóre     | Body |
| ---- | ---------------------- | -- | -- | -- | --------- | ---- |
| 1.   | Spartak Sokolovo Praha | 22 | 18 | 4  | 1754:1469 | 40   |
| 2.   | Spartak Brno ZJŠ       | 22 | 18 | 4  | 1805:1445 | 40   |
| 3.   | Tatran Ostrava         | 22 | 16 | 6  | 1788:1595 | 38   |
| 4.   | Slovan Orbis Praha     | 22 | 14 | 8  | 1630:1525 | 36   |
| 5.   | Slavia VŠ Praha        | 22 | 12 | 10 | 1495:1441 | 34   |
| 6.   | Slovan ÚNV Bratislava  | 22 | 11 | 11 | 1575:1590 | 33   |
| 7.   | Slávia Bratislava      | 22 | 10 | 12 | 1631:1663 | 32   |
| 8.   | Jednota Košice         | 22 | 9  | 13 | 1439:1578 | 31   |
| 9.   | Dukla Dejvice          | 22 | 8  | 14 | 1535:1582 | 30   |
| 10.  | BK Iskra Svit          | 22 | 8  | 14 | 1578:1664 | 30   |
| 11.  | Slavoj Vyšehrad        | 22 | 5  | 17 | 1285:1515 | 27   |
| 12.  | Slovan Pezinok         | 22 | 2  | 20 | 1417:1869 | 24   |

## Sestavy (hráči, trenéři) 1959/1960
- Spartak Sokolovo Praha: Jiří Baumruk, Bohumil Tomášek, Milan Rojko, Jindřich Kinský, Miloš Pražák, Vladimír Lodr, Dušan Krásný, Celestín Mrázek, Josef Kliner, Slavoj Czesaný, Josef Rotter, Jiří Pietsch, . Trenér Josef Ezr
- Spartak Brno ZJŠ: František Konvička, Zdeněk Konečný, Zdeněk Bobrovský,  Vladimír Pištělák, František Pokorný, Milan Merkl, Radoslav Sís, Milota, Vlk, Vykydal, Vitoslavský, Helan. Trenér Ivo Mrázek
- Tatran Ostrava:  Riegel, Jaroslav Chocholáč, Zdeněk Böhm, P. Böhm, Wrobel, Jan Kozák, Hrnčiřík, Milota, Khýr, Hartmann, Stejskal. Trenér S. Linke
- Slovan Orbis Praha: Miroslav Škeřík, Jaroslav Šíp, Jaroslav Tetiva, Bohuslav Rylich, Zdeněk Rylich, Jiří Tetiva,  Vladimír Janout,  Ladislav Hronek, Michal Vavřík, Jiří Blank, Brzkovský. Trenér Jiří Matoušek
- Slavia VŠ Praha: Jaroslav Křivý, Jiří Šťastný, Nikolaj Ordnung, Karel Baroch, Kadeřábek, Janovský, Jirman,  Koželuh, Podlesný, Knop, Gjurič. Trenér Emil Velenský
- Slovan ÚNV Bratislava: Karol Horniak, Ján Hummel, Horňanský, Ďuriš, Mikletič, Ištvánfy, Steuer, Seitz, Hrašna, Králik, Závodský, Brhlík, Orel, Kučera. Trenér Ladislav Krnáč
- Slávia Bratislava: Eugen Horniak, P. Rosival, Koller, Klementis, Likavec, Tiso, Rehák, Šimek, Lezo, Preisler, Haberloand, Kadlčík, Kvetňanský. Trenér Gustáv Herrmann
- Jednota Košice: I. Rosíval, Sahlica, Bombic, Smolen, Šosták, Brziak, Bauernebl, Krejzl, Kudernáč, Lenártek, Bryndák, Paulinyi, Tesarčík, Kurian, Krejzl, Kozma. Trenér L. Zeleň
- Dukla Dejvice: Boris Lukášik, Jiří Šotola, Jiří Marek, Jindřich Hucl, Janovský, Burkert, Vass, Poliak, Mach, Žižka, Šplíchal, Krivý, Šafránek. Trenér Dmitrrij Ozarčuk
- Iskra Svit: Dušan Lukášik, Rudolf Vraniak, Lehotzký, Kočík, Vass, Antal, Čuba, Hrúz, Šimanský, Fabišík, Franc. Trenér Pavel Antal
- Slavoj Vyšehrad: Miloslav Kodl, Václav Klaus, Brzkovský, Douša, S. Ulrich, V. Ulrych, Matoušek, Krafek, Hollý, Šimek, Pilát, Klápště, Petrášek, Deutscher, Režek. Trenér ...
- Slovan Pezinok: Kolár, Krivošík, Stanček, Demovič, Tarek, Teplý, Machač, Rendek, Drescher, L. Pecník, J. Pecník, Křepela, Gruber, Glváč, Trenér K. Pekník

## Zajímavosti
- Slovan Orbis Praha v Poháru evropských mistrů 1959/60 odehrál 6 zápasů (3-3), v semifinále vyřazen s vítězem soutěže ASK Riga, Lotyšsko (59-69, 55-82) a skončil na 4. místě.